# Liste der Gemarkungen im Landkreis Erlangen-Höchstadt
Die Liste der Gemarkungen im Landkreis Erlangen-Höchstadt umfasst die 90 Gemarkungen des Landkreises Erlangen-Höchstadt im Regierungsbezirk Mittelfranken des Freistaat Bayerns. 7 Gemarkungen sind hiervon gemeindeübergreifend.

## Gemarkungen im Landkreis Erlangen-Höchstadt
| Nr.    | Gemarkung                    | Gemeinde bzw. gemeindefreies Gebiet | Gemeindeteile                                                                               | Fläche in km² | Flur- stücke | ⌀-Fläche in m² | Quelle |
| ------ | ---------------------------- | ----------------------------------- | ------------------------------------------------------------------------------------------- | ------------- | ------------ | -------------- | ------ |
| 092751 | Adelsdorf                    | Adelsdorf                           | Adelsdorf                                                                                   | 5,550         | 3736         | 1485,56        | [ 2 ]  |
| 092753 | Aisch                        | Adelsdorf                           | Adelsdorf (zum Teil), Aisch, Nainsdorf                                                      | 6,526         | 1248         | 5229,15        | [ 3 ]  |
| 092793 | Heppstädt                    | Adelsdorf                           | Heppstädt                                                                                   | 2,846         | 376          | 7569,74        | [ 4 ]  |
| 092820 | Neuhaus                      | Adelsdorf                           | Neuhaus                                                                                     | 5,970         | 796          | 7499,74        | [ 5 ]  |
| 092840 | Uttstadt                     | Adelsdorf                           | Uttstadt                                                                                    | 1,746         | 186          | 9386,25        | [ 6 ]  |
| 092848 | Weppersdorf                  | Adelsdorf                           | Lauf, Weppersdorf                                                                           | 7,188         | 825          | 8712,97        | [ 7 ]  |
| 092849 | Wiesendorf                   | Adelsdorf                           | Wiesendorf                                                                                  | 1,840         | 237          | 7764,36        | [ 8 ]  |
| 092776 | Falkendorf                   | Aurachtal                           | Falkendorf, Hessenmühle, Lenzenmühle                                                        | 4,730         | 1032         | 4583,67        | [ 9 ]  |
| 092819 | Münchaurach                  | Aurachtal                           | Dörflas, Lenkershof, Münchaurach, Nankenhof                                                 | 5,799         | 1158         | 5008,14        | [ 10 ] |
| 092821 | Neundorf                     | Aurachtal                           | Neundorf                                                                                    | 3,593         | 470          | 7645,53        | [ 11 ] |
| 092837 | Unterreichenbach             | [mehrere]                           |                                                                                             | 7,344         | 759          | 9675,61        | [ 12 ] |
| 092837 | Unterreichenbach 0           | Aurachtal                           | Unterreichenbach                                                                            |               |              |                |        |
| 092837 | Unterreichenbach 1           | Weisendorf                          | Buch                                                                                        |               |              |                |        |
| 092755 | Baiersdorf                   | Baiersdorf                          | Baiersdorf, Baiersdorfermühle, Hagenau, Igelsdorf                                           | 10,066        | 4557         | 2208,89        | [ 13 ] |
| 092847 | Wellerstadt                  | Baiersdorf                          | Wellerstadt                                                                                 | 1,736         | 779          | 2228,82        | [ 14 ] |
| 092761 | Bubenreuth                   | Bubenreuth                          | Bubenreuth                                                                                  | 4,141         | 2670         | 1551,08        | [ 15 ] |
| 092763 | Buckenhof                    | Buckenhof                           | Buckenhof                                                                                   | 1,390         | 1373         | 1012,64        | [ 16 ] |
| 092764 | Buckenhofer Forst            | Buckenhofer Forst                   |                                                                                             | 8,787         | 30           | 292913,43      | [ 17 ] |
| 092768 | Dormitzer Forst              | Dormitzer Forst                     |                                                                                             | 10,164        | 44           | 231000,70      | [ 18 ] |
| 092756 | Benzendorf                   | Eckental                            | Benzendorf, Illhof, Oedhof                                                                  | 3,840         | 591          | 6497,89        | [ 19 ] |
| 092759 | Brand                        | Eckental                            | Brand (zum Teil), Oberschöllenbach (zum Teil)                                               | 3,035         | 1993         | 1569,84        | [ 20 ] |
| 092766 | Büg                          | Eckental                            | Büg                                                                                         | 0,810         | 923          | 877,47         | [ 21 ] |
| 092770 | Eckenhaid                    | Eckental                            | Eckenhaid, Eckenmühle, Marquardsburg                                                        | 3,983         | 2487         | 1601,69        | [ 22 ] |
| 092774 | Eschenau                     | Eckental                            | Brand (zum Teil), Brandermühle, Eschenau                                                    | 5,346         | 3086         | 1732,41        | [ 23 ] |
| 092779 | Forth                        | Eckental                            | Forth, Frohnhof                                                                             | 3,065         | 1309         | 2341,49        | [ 24 ] |
| 092795 | Herpersdorf                  | Eckental                            | Ebach, Herpersdorf, Mausgesees                                                              | 5,781         | 1101         | 5250,62        | [ 25 ] |
| 092826 | Oberschöllenbach             | Eckental                            | Oberschöllenbach (zum Teil)                                                                 | 2,563         | 771          | 3323,72        | [ 26 ] |
| 092838 | Unterschöllenbach            | Eckental                            | Unterschöllenbach                                                                           | 1,297         | 394          | 3290,80        | [ 27 ] |
| 092773 | Erlenstegener Forst          | Erlenstegener Forst                 |                                                                                             | 11,770        | 93           | 126560,10      | [ 28 ] |
| 092778 | Forst Tennenlohe             | Forst Tennenlohe                    |                                                                                             | 10,810        | 50           | 216198,53      | [ 29 ] |
| 092783 | Geschaidt                    | [mehrere]                           |                                                                                             | 8,474         | 71           | 119350,47      | [ 30 ] |
| 092783 | Geschaidt 1                  | Geschaidt                           |                                                                                             |               |              |                |        |
| 092783 | Geschaidt 0                  | Heroldsberg                         |                                                                                             |               |              |                |        |
| 092784 | Gremsdorf                    | Gremsdorf                           | Gremsdorf, Krausenbechhofen, Poppenwind                                                     | 8,922         | 1271         | 7020,01        | [ 31 ] |
| 092762 | Buch                         | Gremsdorf                           | Buch                                                                                        | 4,037         | 595          | 6784,70        | [ 32 ] |
| 092787 | Großenseebach                | [mehrere]                           |                                                                                             | 8,441         | 1951         | 4326,49        | [ 33 ] |
| 092787 | Großenseebach 0              | Großenseebach                       | Großenseebach                                                                               |               |              |                |        |
| 092787 | Großenseebach 1              | Weisendorf                          | Neuenbürg                                                                                   |               |              |                |        |
| 092792 | Hemhofen                     | Hemhofen                            | Hemhofen                                                                                    | 4,776         | 1918         | 2490,05        | [ 34 ] |
| 092850 | Zeckern                      | Hemhofen                            | Zeckern                                                                                     | 1,976         | 1064         | 1857,11        | [ 35 ] |
| 092794 | Heroldsberg                  | [mehrere]                           |                                                                                             | 7,269         | 5061         | 1436,19        | [ 36 ] |
| 092794 | Heroldsberg 0                | Heroldsberg                         | Heroldsberg, Hundsmühle                                                                     |               |              |                |        |
| 092794 | Heroldsberg 1                | Geschaidt                           |                                                                                             |               |              |                |        |
| 092788 | Großgeschaidt                | Heroldsberg                         | Großgeschaidt, Johannisthal                                                                 | 2,333         | 852          | 2737,94        | [ 37 ] |
| 092805 | Kleingeschaidt               | Heroldsberg                         | Kleingeschaidt                                                                              | 1,496         | 320          | 4674,63        | [ 38 ] |
| 092796 | Herzogenaurach               | Herzogenaurach                      | Herzogenaurach, Herzo Base (zum Teil)                                                       | 14,694        | 6896         | 2130,75        | [ 39 ] |
| 092767 | Burgstall                    | Herzogenaurach                      | Burgstall, Galgenhof, Hauptendorf, Schleifmühle, Steinbach                                  | 7,732         | 1074         | 7198,99        | [ 40 ] |
| 092789 | Hammerbach                   | [mehrere]                           |                                                                                             | 7,590         | 1367         | 5552,55        | [ 41 ] |
| 092789 | Hammerbach 0                 | Herzogenaurach                      | Hammerbach, Welkenbach                                                                      |               |              |                |        |
| 092789 | Hammerbach 1                 | Weisendorf                          | Nankendorf                                                                                  |               |              |                |        |
| 092791 | Haundorf                     | Herzogenaurach                      | Beutelsdorf, Haundorf, Herzo Base (zum Teil)                                                | 6,977         | 1320         | 5285,97        | [ 42 ] |
| 092823 | Niederndorf                  | Herzogenaurach                      | Herzo Base (zum Teil), Lohhof, Niederndorf                                                  | 6,190         | 3076         | 2012,34        | [ 43 ] |
| 092852 | Zweifelsheim                 | Herzogenaurach                      | Höfen, Zweifelsheim                                                                         | 5,576         | 411          | 13567,22       | [ 44 ] |
| 092797 | Heßdorf                      | Heßdorf                             | Heßdorf, Mittelmembach, Obermembach, Untermembach                                           | 9,380         | 2298         | 3610,60        | [ 45 ] |
| 092790 | Hannberg                     | Heßdorf                             | Dannberg, Hannberg, Klebheim, Niederlindach, Röhrach                                        | 9,480         | 1957         | 4844,33        | [ 46 ] |
| 092798 | Hesselberg                   | Heßdorf                             | Hesselberg                                                                                  | 5,404         | 759          | 7120,29        | [ 47 ] |
| 092801 | Käferhölzlein und Eichelberg | Heßdorf                             |                                                                                             | 0,498         | 20           | 24878,74       | [ 48 ] |
| 092799 | Höchstadt an der Aisch       | Höchstadt an der Aisch              | Höchstadt an der Aisch                                                                      | 15,444        | 6306         | 2449,17        | [ 49 ] |
| 092757 | Biengarten                   | Höchstadt an der Aisch              | Biengarten, Mohrhof                                                                         | 2,470         | 353          | 6996,41        | [ 50 ] |
| 092758 | Boxbrunn                     | [mehrere]                           |                                                                                             | 4,643         | 635          | 7311,31        | [ 51 ] |
| 092758 | Boxbrunn 0                   | Höchstadt an der Aisch              | Ailersbach, Mechelwind                                                                      |               |              |                |        |
| 092758 | Boxbrunn 1                   | Weisendorf                          | Boxbrunn                                                                                    |               |              |                |        |
| 092775 | Etzelskirchen                | Höchstadt an der Aisch              | Bösenbechhofen, Etzelskirchen, Kieferndorf, Medbach, Saltendorf                             | 15,113        | 2429         | 6222,10        | [ 52 ] |
| 092785 | Greuth                       | Höchstadt an der Aisch              | Förtschwind, Greuth                                                                         | 5,095         | 598          | 8520,39        | [ 53 ] |
| 092832 | Schirnsdorf                  | [mehrere]                           |                                                                                             | 13,566        | 1311         | 10347,77       | [ 54 ] |
| 092832 | Schirnsdorf 0                | Höchstadt an der Aisch              | Nackendorf                                                                                  |               |              |                |        |
| 092832 | Schirnsdorf 1                | Mühlhausen                          | Lempenmühle, Schirnsdorf                                                                    |               |              |                |        |
| 092832 | Schirnsdorf 2                | Wachenroth                          | Horbach                                                                                     |               |              |                |        |
| 092832 | Schirnsdorf 3                | Birkach                             |                                                                                             |               |              |                |        |
| 092833 | Schwarzenbach                | Höchstadt an der Aisch              | Großneuses, Kleinneuses, Lappach, Schwarzenbach                                             | 6,448         | 789          | 8171,82        | [ 55 ] |
| 092835 | Sterpersdorf                 | Höchstadt an der Aisch              | Antoniuskapelle, Greiendorf, Greienmühle, Sterpersdorf, Weidendorf                          | 5,837         | 778          | 7501,96        | [ 56 ] |
| 092851 | Zentbechhofen                | Höchstadt an der Aisch              | Zentbechhofen, Fallmeisterei, Jungenhofen                                                   | 14,319        | 1133         | 12637,73       | [ 57 ] |
| 092803 | Kalchreuth                   | Kalchreuth                          | Gabermühle, Kalchreuth, Käswasser, Minderleinsmühle, Stettenberg                            | 9,480         | 3098         | 3060,19        | [ 58 ] |
| 092829 | Röckenhof                    | Kalchreuth                          | Röckenhof                                                                                   | 1,378         | 602          | 2288,82        | [ 59 ] |
| 092804 | Kalchreuther Forst           | Kalchreuther Forst                  |                                                                                             | 6,100         | 52           | 117310,75      | [ 60 ] |
| 092810 | Kraftshofer Forst            | Kraftshofer Forst                   |                                                                                             | 12,179        | 68           | 179108,46      | [ 61 ] |
| 092812 | Lonnerstadt                  | Lonnerstadt                         | Lonnerstadt                                                                                 | 10,931        | 1973         | 5540,23        | [ 62 ] |
| 092777 | Fetzelhofen                  | Lonnerstadt                         | Ailsbach, Fetzelhofen                                                                       | 6,901         | 1084         | 6365,87        | [ 63 ] |
| 092813 | Mailach                      | Lonnerstadt                         | Mailach                                                                                     | 4,872         | 583          | 8357,24        | [ 64 ] |
| 092814 | Mark                         | Mark                                |                                                                                             | 20,938        | 225          | 93058,48       | [ 65 ] |
| 092815 | Marloffstein                 | Marloffstein                        | Marloffstein, Wunderburg                                                                    | 2,599         | 933          | 2785,61        | [ 66 ] |
| 092752 | Adlitz                       | Marloffstein                        | Adlitz, Schneckenhof                                                                        | 1,469         | 511          | 2874,07        | [ 67 ] |
| 092754 | Atzelsberg                   | Marloffstein                        | Atzelsberg, Rathsberg                                                                       | 2,548         | 457          | 5575,69        | [ 68 ] |
| 092816 | Möhrendorf                   | Möhrendorf                          | Möhrendorf, Oberndorf                                                                       | 8,005         | 2569         | 3115,88        | [ 69 ] |
| 092806 | Kleinseebach                 | Möhrendorf                          | Kleinseebach                                                                                | 5,165         | 1247         | 4142,14        | [ 70 ] |
| 092818 | Mühlhausen                   | Mühlhausen                          | Decheldorf, Mühlhausen, Neumühle, Simmersdorf                                               | 12,027        | 2104         | 5716,26        | [ 71 ] |
| 092822 | Neunhofer Forst              | Neunhofer Forst                     |                                                                                             | 10,167        | 89           | 114240,88      | [ 72 ] |
| 092825 | Oberreichenbach              | Oberreichenbach                     | Oberreichenbach                                                                             | 4,821         | 988          | 4880,05        | [ 73 ] |
| 092830 | Röttenbach                   | Röttenbach                          | Röttenbach                                                                                  | 7,760         | 3240         | 2395,14        | [ 74 ] |
| 092834 | Spardorf                     | Spardorf                            | Spardorf                                                                                    | 3,222         | 1419         | 2270,67        | [ 75 ] |
| 092839 | Uttenreuth                   | Uttenreuth                          | Eggenhof, Uttenreuth, Weißenberg                                                            | 4,273         | 2601         | 1642,97        | [ 76 ] |
| 092844 | Weiher                       | Uttenreuth                          | Habernhofermühle, Langenbruckermühle, Weiher                                                | 1,676         | 732          | 2289,91        | [ 77 ] |
| 092841 | Vestenbergsgreuth            | Vestenbergsgreuth                   | Hermersdorf, Vestenbergsgreuth (zum Teil)                                                   | 3,387         | 607          | 5580,28        | [ 78 ] |
| 092769 | Dutendorf                    | Vestenbergsgreuth                   | Dutendorf, Vestenbergsgreuth (zum Teil)                                                     | 2,887         | 396          | 7289,44        | [ 79 ] |
| 092781 | Frickenhöchstadt             | Vestenbergsgreuth                   | Frickenhöchstadt                                                                            | 2,855         | 222          | 12861,81       | [ 80 ] |
| 092782 | Frimmersdorf                 | Vestenbergsgreuth                   | Frimmersdorf, Unterwinterbach, Weickersdorf                                                 | 8,483         | 1141         | 7434,63        | [ 81 ] |
| 092807 | Kleinweisach                 | Vestenbergsgreuth                   | Burgweisach, Dietersdorf, Kienfeld, Kleinweisach, Oberwinterbach, Ochsenschenkel, Pretzdorf | 14,215        | 1542         | 9218,57        | [ 82 ] |
| 092842 | Wachenroth                   | Wachenroth                          | Albach, Eckartsmühle, Hammermühle, Reumannswind, Volkersdorf, Wachenroth                    | 14,025        | 1940         | 7229,15        | [ 83 ] |
| 092843 | Warmersdorf                  | Wachenroth                          | Warmersdorf                                                                                 | 2,293         | 282          | 8132,48        | [ 84 ] |
| 092845 | Weingartsgreuth              | Wachenroth                          | Buchfeld, Weingartsgreuth                                                                   | 4,202         | 620          | 6777,74        | [ 85 ] |
| 092846 | Weisendorf                   | Weisendorf                          | Reuth, Weisendorf                                                                           | 5,050         | 2388         | 2114,59        | [ 86 ] |
| 092802 | Kairlindach                  | Weisendorf                          | Kairlindach                                                                                 | 4,750         | 466          | 10193,70       | [ 87 ] |
| 092824 | Oberlindach                  | Weisendorf                          | Oberlindach, Schmiedelberg                                                                  | 7,820         | 780          | 10025,52       | [ 88 ] |
| 092827 | Reinersdorf                  | Weisendorf                          | Reinersdorf                                                                                 | 1,723         | 195          | 8833,56        | [ 89 ] |
| 092828 | Rezelsdorf                   | Weisendorf                          | Rezelsdorf, Sintmann                                                                        | 6,481         | 657          | 9864,07        | [ 90 ] |
| 092831 | Sauerheim                    | Weisendorf                          | Mitteldorf, Sauerheim                                                                       | 3,788         | 442          | 8570,79        | [ 91 ] |